# Goran Višnjić
Goran Višnjić (Šibenik, 9 de Setembro de 1972), é um ator croata radicado nos Estados Unidos da América. Desde 1999, faz parte do elenco da série de TV ER no papel do médico Luka Kovač. 

## Biografia
Goran Višnjić entrou para o elenco da série da NBC ER na 6ª temporada, fazendo o papel do Dr. Luka Kovac, um médico croata. Višnjić cresceu em uma cidade fora do Mar Adriático na sua Croácia nativa, onde ainda muito jovem decidiu que queria ser ator. Participou primeiramente de grupos de teatro locais e se inscreveu então na Academia de Artes Dramáticas em Zagreb. Ganhou a popularidade na Croácia quando, aos 21 anos, interpretou o papel principal de 'Hamlet', de Shakespeare, no Festival de Verão de Dubrovnik. Desde que começou, Višnjić não parou mais de fazer sucesso com filmes, séries e produções como "ER", a série americana de grande prestígio. Em seu tempo de lazer, Visnjic gosta de nadar. Vive em Los Angeles com sua esposa, Eva Visnjic. Participou do clipe "The Power of Good-Bye", da cantora Madonna, feito em 1998.

## Filmografia

### Filmes
| Ano  | Título                          | Papel            |
| ---- | ------------------------------- | ---------------- |
| 1988 | Braća po materi                 | Ustasa terrorist |
| 1993 | Paranoja                        |                  |
| 1995 | Vidimo se                       |                  |
| 1997 | Puška za uspavljivanje          | Devetka - '9'    |
| 1997 | Welcome to Sarajevo             | Risto Bavic      |
| 1997 | The Peacemaker                  | Bazta Sergeant   |
| 1998 | Rounders                        | Maurice          |
| 1998 | Practical Magic                 | Jimmy Angelov    |
| 2000 | Committed                       | Neil             |
| 2001 | The Deep End                    | Alek 'Al' Spera  |
| 2001 | The Last Will                   | Bepo Stambuk     |
| 2002 | Ice Age                         | Soto (voz)       |
| 2002 | Doctor Sleep                    | Michael Strother |
| 2005 | Elektra                         | Mark Miller      |
| 2005 | Age of Empires III              | Edwardson        |
| 2009 | New York, I Love You            | Man              |
| 2009 | Helen                           | David Leonard    |
| 2011 | Beginners                       | Andy             |
| 2011 | The Girl with the Dragon Tattoo | Dragan Armansky  |
| 2012 | "Execution Style"               | The Chemist      |
| 2012 | Dark Hearts                     | Armand           |
| 2012 | K-11                            | Raymond Saxx Jr. |
| 2013 | The Counselor                   |                  |
| 2017 | Never Here                      | S                |

## Televisão

### Telefilmes
| Ano  | Título                                         | Papel                 |
| ---- | ---------------------------------------------- | --------------------- |
| 1994 | Michele va alla guerra                         | Soldado               |
| 1995 | Night Watch                                    | U.N. Security Officer |
| 1998 | Tesko je reci zbogom                           | Davor                 |
| 2003 | American Masters: Robert Capa: In Love and War | Robert Capa           |
| 2005 | Duga mracna noc                                | Ivan Kolar            |
| 2009 | The Courageous Heart of Irena Sendler          | Stefan Zgrzembski     |
| 2010 | Boston's Finest                                | Angus Martin          |
| 2013 | Red Widow                                      | Nicholae Schiller     |

### Séries
| Ano       | Título            | Papel             |
| --------- | ----------------- | ----------------- |
| 1999-2009 | ER                | Dr. Luka Kovac    |
| 2004      | Spartacus         | Spartacus         |
| 2006      | Nasa mala klinika | Homem no telefone |
| 2010      | Tito              | Andrija Hebrang   |
| 2010      | The Deep          | Samson            |
| 2010      | Leverage          | Damien Moreau     |
| 2011-2012 | Pan Am            | Niko Lonza        |
| 2014      | Extant            | Dr. John Woods    |
| 2016      | Timeless          | Garcia Flynn      |